# Hendrick Dubbels
Hendrick Dubbels eller Hendrick Jacobsz. Dubbels og varianter heraf (1621–1707) var en marinemaler i den hollandske guldalder, som brugte det meste af sin karriere i andre marinemaleres studier. Han malede herudover også vinterlandskaber.
- Flodparti
- Skibe ud for Dordrecht
- Udsigt over Batavia

- Wikimedia Commons har flere filer relateret til Hendrick Dubbels